# Cas9

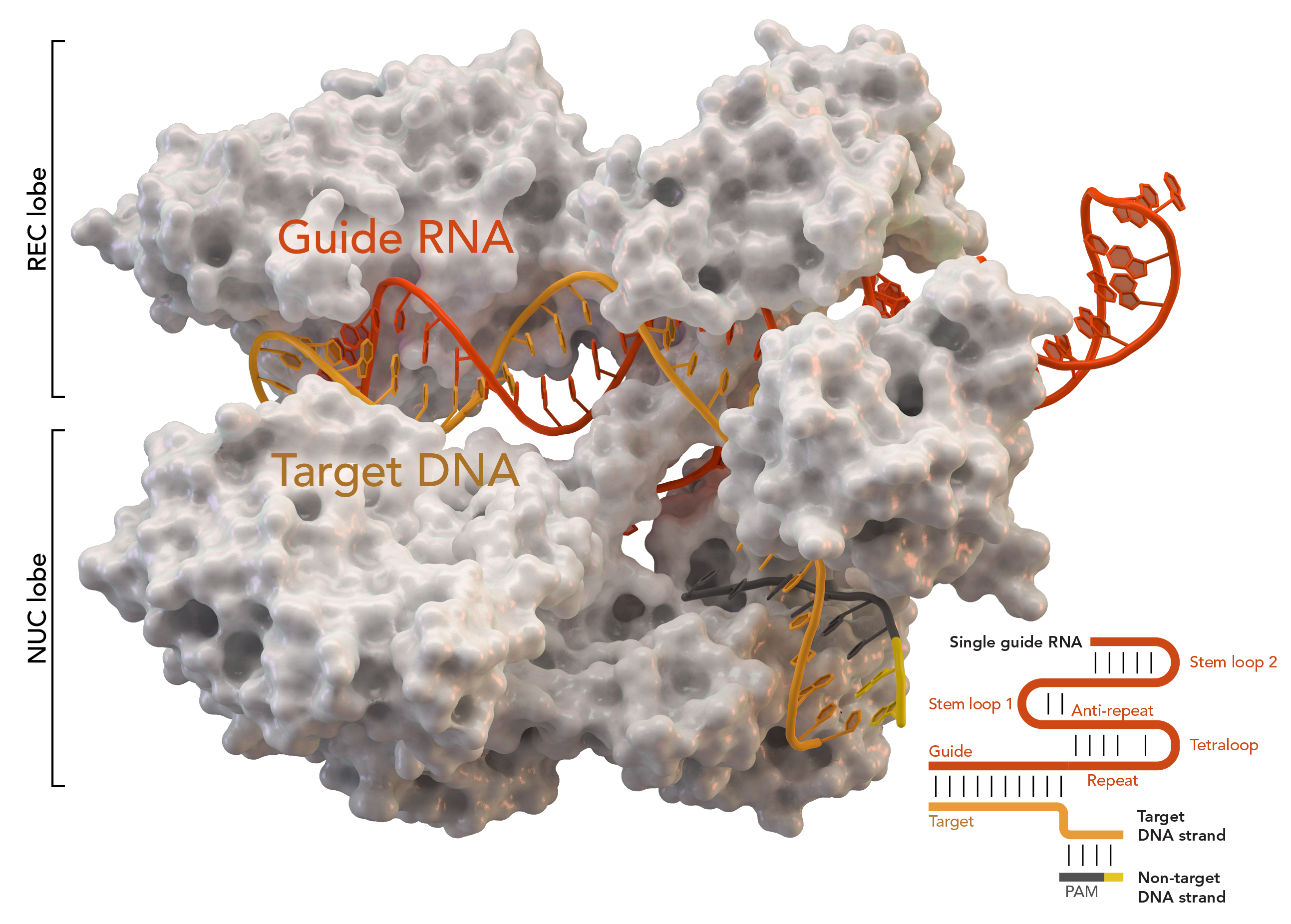
Struttura di Cas9

Cas9 (sigla per CRISPR associated protein 9, traducibile in italiano come proteina associata al CRISPR 9)  è un enzima endonucleasi del DNA con RNA guida associato al sistema immunitario adattivo CRISPR presente sia nello Streptococcus pyogenes, che in altri batteri. Lo Streptococcus pyogenes usa l'enzima Cas9 per memorizzare e successivamente processare e dividere il DNA estraneo attraverso modalità simili ai batteriofagi o al DNA plasmidico.
Il Cas9 srotola il DNA estraneo, controllando che sia complementare alle 20 coppie di basi azotate dell'RNA guida. Se il substrato di DNA è complementare all'RNA guida, Cas9 taglia il DNA estraneo. In questo senso, il meccanismo CRISPR-Cas9 ha un certo grado di somiglianza con il meccanismo di interferenza dell'RNAi degli organismi eucarioti.
La proteina Cas9 è stata molto utilizzata come strumento genomico, al fine di causare rotture del doppio filamento di DNA sito-specifiche. Queste interruzioni possono portare all'inattivazione dei geni o all'introduzione di geni eterologhi in molti organismi modello utilizzati in laboratorio.

## Immunità mediata dalla CRISPR
Per sopravvivere ad habitat inospitali contenenti grandi quantità di batteriofagi, i batteri hanno sviluppato diversi metodi per difendersi dai virus predatori. Tra questi troviamo il sistema CRISPR. I loci genetici di CRISPR sono formati da brevi ripetizioni palindrome disposte a intervalli regolari alternate a spaziatori CRISPR variabili. Di solito i loci sono accompagnati da geni (cas) associati a CRISPR adiacenti. 

### Tipi
I sistemi CRISPR-Cas sono divisi in tre tipi principali (tipo I, tipo II e tipo III) e dodici sottotipi, in base al contenuto genetico e alle differenze strutturali. Tuttavia, la caratteristica principale che differenzia i sistemi CRISPR-Cas sono i geni cas e le loro proteine: i cas1 e cas2 sono universali per tutti i tipi e sottotipi, i cas3, cas9, cas10 sono tipici del tipo I, tipo II e tipo III, rispettivamente.

## Applicazioni di Cas9
Grazie a questa proteina si può intervenire sul codice genetico contenuto nel DNA ed eliminare le mutazioni all’interno delle sequenze delle basi azotate che causano malattie genetiche.